# Цзяньшуй
23°37′18″ пн. ш. 102°49′20″ сх. д. / 23.62172° пн. ш. 102.82228° сх. д.
Цзяньшуй (кит. 建水县, пін. Jiànshuĭ Xiàn) — один із повітів КНР у складі Хунхе-Хані-Їської автономної префектури, провінція Юньнань. Адміністративний центр — містечко Ліньань.

## Географія
Цзяньшуй у середньому лежить на висоті близько 1320 метрів над рівнем моря на Юньнань-Гуйчжоуському плато, на півдні виходить до річки Хонгха.

### Клімат
Повіт знаходиться у зоні, котра характеризується океанічним кліматом субтропічних нагір'їв. Найтепліший місяць — червень із середньою температурою 24 °C. Найхолодніший місяць — січень, із середньою температурою 12,9 °С.
| Клімат повіту Цзяньшуй                             | Клімат повіту Цзяньшуй | Клімат повіту Цзяньшуй | Клімат повіту Цзяньшуй | Клімат повіту Цзяньшуй | Клімат повіту Цзяньшуй | Клімат повіту Цзяньшуй | Клімат повіту Цзяньшуй | Клімат повіту Цзяньшуй | Клімат повіту Цзяньшуй | Клімат повіту Цзяньшуй | Клімат повіту Цзяньшуй | Клімат повіту Цзяньшуй | Клімат повіту Цзяньшуй |
| Показник                                           | Січ.                   | Лют.                   | Бер.                   | Квіт.                  | Трав.                  | Черв.                  | Лип.                   | Серп.                  | Вер.                   | Жовт.                  | Лист.                  | Груд.                  | Рік                    |
| Середній максимум, °C                              | 19,7                   | 22,1                   | 25,7                   | 28                     | 28,6                   | 28,7                   | 28                     | 28                     | 27,1                   | 24,7                   | 22,4                   | 19,4                   | 25,2                   |
| Середня температура, °C                            | 12,9                   | 15,2                   | 18,9                   | 21,6                   | 23,2                   | 24                     | 23,5                   | 22,9                   | 21,8                   | 19,3                   | 15,9                   | 12,9                   | 19,3                   |
| Середній мінімум, °C                               | 7,5                    | 9,3                    | 12,8                   | 16                     | 18,8                   | 20,6                   | 20,2                   | 19,5                   | 18,1                   | 15,4                   | 11                     | 8                      | 14,8                   |
| Норма опадів, мм                                   | 28                     | 16.8                   | 23.5                   | 48.7                   | 84.9                   | 114.5                  | 156                    | 136.8                  | 67.3                   | 57.5                   | 38.2                   | 18.7                   | 790.9                  |
| Вологість повітря, %                               | 69                     | 62                     | 56                     | 58                     | 65                     | 72                     | 78                     | 80                     | 77                     | 77                     | 75                     | 73                     | 70                     |
| -------------------------------------------------- | ---------------------- | ---------------------- | ---------------------- | ---------------------- | ---------------------- | ---------------------- | ---------------------- | ---------------------- | ---------------------- | ---------------------- | ---------------------- | ---------------------- | ---------------------- |
| Джерело: Дані метеостанції №56973 (КНР, 1991-2020) |                        |                        |                        |                        |                        |                        |                        |                        |                        |                        |                        |                        |                        |